# Université Nambu

L’université Nambu (en coréen, 남부대학교(南部大學校, Nambu University) est une université privée coréenne, dont le campus est à Gwangju. 